# 伊豆ノ宮駅
伊豆ノ宮駅（いずのみやえき）は、富山県富山市栗山（開業時は旧・上新川郡新保村）にあった富山地方鉄道笹津線の駅（廃駅）である。笹津線の廃線に伴い1975年（昭和50年）4月1日に廃駅となった。

## 歴史
- 1931年（昭和6年）7月23日：富山鉄道熊野駅 - 大久保町駅間に上栗山駅（かみくりやまえき）として新設開業[1]。
- 1933年（昭和8年）4月20日：堀川新駅（現・南富山駅） - 笹津駅間部分廃線に伴い廃止となる[1][2][3]。
- 1950年（昭和25年）9月1日：富山地方鉄道笹津線南富山駅 - 大久保町駅間再開通に伴い伊豆ノ宮駅として再開業[1][2][3][4]。旅客のみ取扱い[4]。
- 1974年（昭和49年）
  - 7月10日：水害による熊野川鉄橋橋脚傾斜により熊野駅 - 大久保町駅間運休、当駅も営業休止となる[2][5]。
  - 7月30日：運休区間が復旧、当駅も営業再開となる[2][5]。
- 1975年（昭和50年）4月1日：笹津線の廃線に伴い廃止となる[1][2][3][4]。

## 駅構造
廃止時点で、単式ホーム1面1線を有する地上駅であった。ホームは線路の西側（地鉄笹津方面に向かって右手側）に存在した。転轍機を持たない棒線駅となっていた。
無人駅となっていた。駅舎は無いがホーム中央部分に待合所を有した。
当駅の熊野方には神通川の支流である熊野川が流れており、当線で唯一の長い鉄橋である「熊野川鉄橋（熊野川橋梁）」が架橋されていた。鉄橋の前後は半径300 mの曲線となっていた。

## 駅周辺
熊野川鉄橋附近からの立山連峰の風景が素晴らしく、笹津線の撮影の名所として知られていた。
- 国道41号（越中東街道）
- 富山県道188号東猪谷富山線
- 熊野川[6]
- 伊豆社 - 駅名の由来となった神社。

## 駅跡
1991年（平成3年）7月まではホーム跡が残存し、鉄道があった当時の雰囲気も残っていたが、その後に開始された道路整備によって失われた。2007年（平成19年）9月時点では駅跡の特定は困難となっていた。2009年（平成21年）11月時点でも同様であった。
また、当駅跡附近の線路跡は、1998年（平成10年）時点では当線廃線後に南富山駅 - 日本繊維前駅の間を東西に走る形で開通した国道359号の取付け道路附近から田村町駅跡南側付近までは2車線の舗装道路となっていた。2008年（平成20年）時点でも同様で、当駅跡附近の道路は富山県道318号笹津安養寺線となっていた。
熊野川鉄橋（熊野川橋梁）も、1991年（平成3年）7月までは橋台が残存していたが、「興南大橋」という道路橋に架け替えられた。この橋の欄干には鉄道の車輪をデザインされた装飾が施されており、2007年（平成19年）9月時点、2008年（平成20年）時点、2009年（平成21年）11月時点でも同様であった。但し笹津線時代の面影は残っていなかった。

## 隣の駅
富山地方鉄道
笹津線
熊野駅 - 伊豆ノ宮駅 - 大久保町駅